# Министр иностранных дел Черногории
Министр иностранных дел Черногории (серб. Министар иностраних послова Црне Горе) — министерский пост в правительстве Черногории, глава министерства иностранных дел Черногории, отвечающий за иностранные дела государства. Пост с 1879 после обретения независимости Черногорией. С 1917 после образования в составе Королевства сербов, хорватов и словенцев, а с 6 января 1929 Королевства Югославия. Нынешний пост появился после выхода Черногории из конфедеративного Государственного Союза Сербии и Черногории и образования независимой Черногории, хотя пост министра иностранных дел Черногории существует с 1982.

## Министры иностранных дел Черногории с 1879 по 1918
- Станко Радонич (1879—1889);
- Гавро Вукович (1889—1905);
- Лазар Миджушкович (1905—1906);
- Марко Радулович (1906—1907);
- Андрий Радович (1907);
- Лазар Томанович (1907—1911);
- Душан Грегович (1911—1912);
- Митар Мартинович (1912—1913);
- Петар Пламенач (1913—1915);
- Янко Вукотич (1915);
- Мирко Миджушкович (1915);
- Лазар Миджушкович (1915—1916);
- Андриджа Радович (1916—1917);

## Министры иностранных дел Черногории с 1982 по 2006
- Миленко Стефанович (1982—1985);
- Игорь Йовович (1985—1990);
- Бранко Луковач (1990 — 16 января 1991);
- Никола Самарджич (16 января 1991 — 1 июля 1992);
- Миодраг Лекич (1 июля 1992 — 17 мая 1995);
- Джанко Джекнич (17 мая 1995 — 17 января 1997);
- Бранко Перович (17 января 1997 — 27 января 2000);
- Бранко Луковач (27 января 2000 — май 2002);
- Драган Джурович (май 2002 — 8 января 2003);
- Драгиза Бержан (8 января 2003 — 29 ноября 2004);
- Миодраг Влахович (29 июня 2004 — 5 июня 2006).

## Министры иностранных дел Черногории с 2006
- Миодраг Влахович (5 июня — 10 ноября 2006);
- Милан Рочен (10 ноября 2006 — 10 июля 2012);
- Небойша Калуджерович (18 июля — 4 декабря 2012);
- Игор Лукшич (4 декабря 2012 — 26 ноября 2016);
- Срджан Дарманович (26 ноября 2016 — 4 декабря 2020);
- Джордже Радулович (4 декабря 2020 — 28 апреля 2022);
- Ранко Кривокапич (28 апреля 2022 — 31 октября 2023);
- Филип Иванович[англ.] (31 октября 2023 — 23 июля 2024);
- Эрвин Ибрагимович[англ.] (с 23 июля 2024).